# Lillkyrka kyrka, Närke

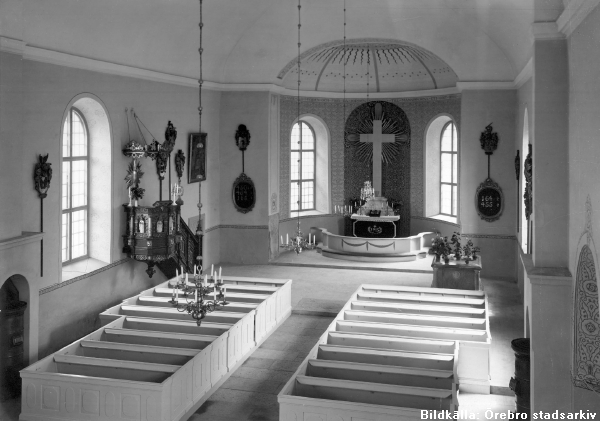
Lillkyrka kyrka, interiör

Lillkyrka kyrka är en kyrkobyggnad i Lillkyrka i Strängnäs stift. Den är församlingskyrka i Glanshammars församling.

## Kyrkobyggnaden
Kyrkan uppfördes på 1100-talet med ett torn i väster och ett smalare kor i öster. Under senmedeltiden byggdes den om till salkyrka och försågs med valv. 1637–1638 utvidgades kyrkan till sin nuvarande bredd och blev tvåskeppig. År 1781 förlängdes kyrkan åt öster och en sakristia byggdes till. Valven raserades då. Nuvarande kyrktorn i väster uppfördes 1829.

## Inventarier

### Orgel
- En orgel med 5 stämmor skänktes 1672 av landshövdingen Abraham Leijonhufvud. Orgeln stod obruklig mellan 1722 och 1761. Den reparerades och utökades med en stämma 1761 på Carl Hildebrandsson Uggla bekostnad.[1]
- 1893 bygger E A Setterquist & Son, Örebro en orgel med 7 stämmor, med en manual.
- Den nuvarande orgeln är byggd 1967 av E A Setterquist & Son, Örebro. Orgeln är pneumatisk och har två fria kombinationer.

| Huvudverk I   | Svällverk II      | Pedal              | Koppel    |
| Principal 8´  | Rörflöjt 8´       | Subbas 16´         | I/P       |
| Borduna 8´    | Fugara 8´         | Koralbas 4´ (tr I) | II/P      |
| Oktava 4´     | Gemshorn 4´       | Dubbelflöjt 8´     | II/I      |
| Kvinta 2 2/3´ | Blockflöjt 2'     |                    | II 4'/I   |
| Oktava 2'     | Larigot 1 1/3'    |                    | II 16'/II |
| Mixtur 3 chor | Crescendosvällare |                    |           |